# سيتسو (أوساكا)
مدينة سيتسو (بالإنجليزية: Settsu)‏ هي أحد المدن التابعة لمحافظة أوساكا. تأسست رسميًا في 01/11/1966. ويقدر عدد سكانها بـ 84330 نسمة حسب تقدير مكتب الإحصاء الياباني لعام 2012. تبلغ مساحة سيتسو 14.88 كم2. بكثافة سكانية تبلغ 5667 نسمة/كم2.

## أعلام
- يوسوكي إيشباتا
- كيسوكي هوندا
- تايغا ميكاوا
- شينيا تاماكي